# Zona alliberada

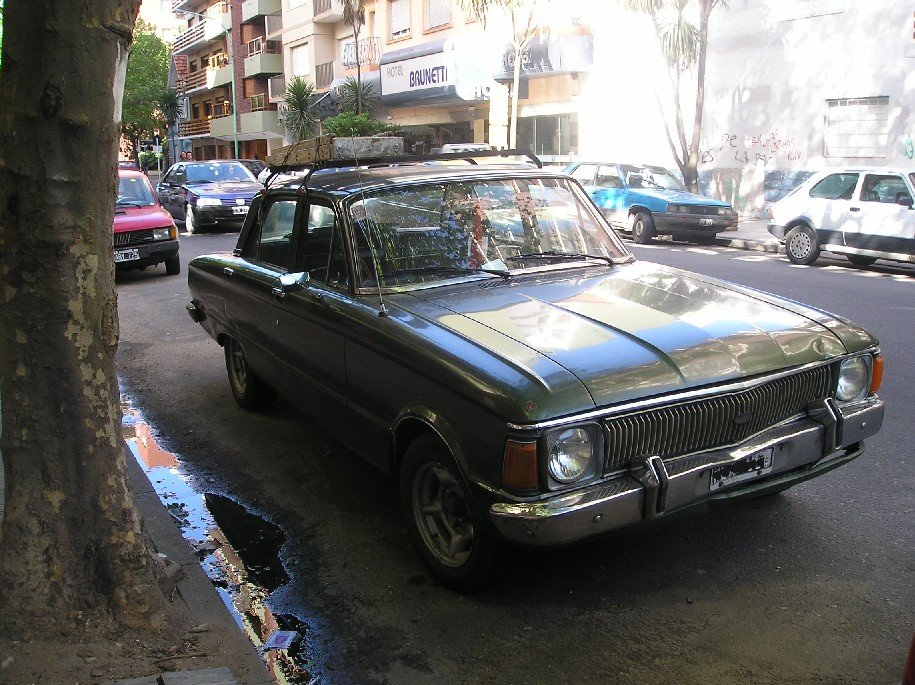
El Falcon verd, usat habitualment en els segrests, es va convertir en un símbol dels Grups de tasques

Zona alliberada, Llum verd o Àrea alliberada era el permís que tenien els grups de tasques o «patotas» durant els seus operatius en el terrorisme d'Estat durant l'autodenominat Procés de Reorganització Nacional a l'Argentina (1976-1983). D'aquesta manera, si algun familiar, veí o encarregat de l'edifici es posava en contacte amb la «Seccional de policia» més propera o amb el «Comando Radioelèctric» demanant la seva intervenció, se li informava que estaven al corrent del mateix però que no podien actuar.
Per traslladar una jurisdicció policial, les forces operants havien de demanar la «llum verda», la qual cosa feien mitjançant l'ús del radiotransmissor, o bé estacionant uns minuts davant de la respectiva comissaria o, fins i tot, al propi Departament Central.

## Modus operandi
| «                                                                                                   | A les 2 de la matinada de l'11 d'agost de 1976, van penetrar a l'edifici i van enderrocar la porta del departament de la meva filla i es van introduir en aquest. Altres homes es van quedar vigilant el departament. Aquest episodi va ser presenciat des del departament de davant pel capità de navili Guillermo Andrew, qui gràcies a una trucada telefònica va aconseguir que arribessin al lloc dos camions de l'Exèrcit. Els dos grups es van travar en un intens tiroteig (encara avui poden apreciar-se els impactes en el front). El tiroteig es va aturar quan les forces nouvingudes i a les ordres del capità ja citat van poder escoltar els victimaris cridar: «Tenim zona alliberada». D'acord amb això, es van retirar les forces, deixant actuar als victimaris, que després de destruir i robar, es van dur a Selma i a una amiga, Inés Nocetti, les dues desaparegudes al dia de la data ... | » |
| — Adolfo T. Ocampo (Lligall CONADEP n. 1104), sobre el segrest de la seva filla Selma Julia Ocampo. | |   |